# Péricles (cantor)
Péricles Aparecido Fonseca de Faria (Santo André, 22 de junho de 1969) é um cantor, compositor e instrumentista brasileiro de samba, da vertente pagode. Foi o vocalista do grupo Exaltasamba desde os primeiros anos da carreira do grupo até o final de fevereiro de 2012, quando decidiu seguir carreira solo.

## Biografia
Péricles é ex-integrante do grupo Exaltasamba. Além de cantor, é instrumentista e compositor. Antes de seguir carreira musical, trabalhou como inspetor de alunos em duas escolas estaduais e numa montadora de carros em São Bernardo do Campo.  Péricles é pai do cantor Lucas Morato e atualmente está casado com Lidiane Santos.

## Carreira
Integrou o Exaltasamba já nos primeiros anos de carreira do grupo, no final da década de 1980. Com o grupo, passou a tocar para Jovelina Pérola Negra nas casas de shows de São Paulo. Em 2009 participou da gravação do CD e DVD O Baile do Simonal, realizada no Vivo Rio, no Rio de Janeiro, na qual interpretou a faixa “Na Galha do Cajueiro” ao lado de Thiaguinho, seu então parceiro de grupo. Em 2010 participou com o grupo Exaltasamba do show especial de Natal do cantor e compositor Roberto Carlos, realizado na Praia de Copacabana, no Rio de Janeiro. Neste show, cantou "O Rei na Beija-Flor" (composição de Erasmo Carlos, Paulo Sérgio e Eduardo Lages), samba feito em homenagem a Roberto Carlos. Em 2011 participou, ao lado de seu parceiro Thiaguinho, do evento "São João Carioca" realizado na Quinta da Boa Vista, no Rio de Janeiro, dividindo o palco com Elba Ramalho, Gilberto Gil, Caetano Veloso, Dominguinhos, e Geraldo Gimenes, entre outros artistas convidados. Com o Exaltasamba gravou ao todo mais de 20 CDs e DVDs, viajando em turnês por todo o Brasil.

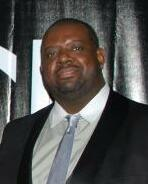
Péricles enquanto membro do Exaltasamba (2010)

A partir de 2012, com o fim do grupo Exaltasamba, passou a seguir carreira solo. No mesmo ano gravou o DVD do álbum Sensações na madrugada de 5 de maio, no qual foi acompanhado por 30 músicos e teve um orquestra de cordas e 3 cantores de apoio. O álbum Sensações foi lançado nos formatos CD e DVD pela Som Livre no mesmo ano e teve a produção de Isaías, ex-integrante do Exaltasamba. Um dos sucessos do álbum é canção "Linguagem dos Olhos". O álbum traz a participação do filho do cantor, Lucas Morato, na canção "Linda Voz (Olá)". Também no álbum Sensações, o cantor Luan Santana fez uma participação na canção "Cuidado Cupido". Neste mesmo álbum, o formato blu-ray traz a música "Minha Razão" como faixa bônus, feita para a trilha sonora da novela Avenida Brasil e anteriormente gravada pelo Exaltasamba no álbum Exaltasamba 25 Anos Ao Vivo, quando Péricles ainda era integrante do grupo. O álbum também traz "Dança do Bole Bole" feita para a trilha sonora da novela Salve Jorge. Também no mesmo ano, o cantor participou do quadro Dança dos Famosos, do Domingão do Faustão.
Em 2013, Péricles lançou seu segundo DVD Nos Arcos da Lapa, com a ajuda de João, seu cunhado, gravado ao vivo no dia 26 de julho de 2013 na Fundição Progresso no Rio de Janeiro. O primeiro single do álbum foi o samba "Se Eu Largar o Freio". O álbum contou com várias participações de cantores como Xande de Pilares, Ana Clara, Sandami e Mumuzinho. Nos Arcos da Lapa também trouxe regravações de músicas de Fundo de Quintal, Jovelina Pérola Negra, Katinguelê, Grupo Raça, Grupo Pixote, Soweto e Zeca Pagodinho. O álbum incluiu também o extra "Pagode Nos Arcos", uma reunião de Péricles com outros cantores de samba.
Em 2014, Péricles participou do álbum Turnê 25º Prêmio de Música Brasileira – Homenagem ao samba, gravado ao vivo no Theatro Municipal do Rio de Janeiro. Também no mesmo ano foi lançado o álbum Sambabook Zeca Pagodinho, do qual Péricles participou na canção "Talarico, Ladrão de Mulher" (composição de Serginho Procópio e Zeca Pagodinho).
Em 2015 cantou a música "Estação Derradeira", de Chico Buarque, no filme Chico - Artista Brasileiro de Miguel Faria Jr. No mesmo ano lançou o álbum Feito pra Durar. Também em 2015, junto a Thiaguinho, Izaias e Chrigor Lisboa, ex-vocalistas do Exaltasamba, se apresentou na turnê A Gente Faz A Festa.
Em 2017 lançou seu segundo álbum de estúdio, Deserto da Ilusão, com participações de Djavan, Sorriso Maroto, Jorge & Mateus e seu ex-colega do Exaltasamba Chrigor.
Em 2018 estreou na função de intérprete de samba-enredo ao dividir o microfone da Mangueira com Ciganerey. No mesmo ano criou o Canal do Pericão, um link direto com seus fãs no YouTube, onde aborda diversos assuntos. Péricles fundou seu escritório, Farias Produções, e desde então faz a gestão da sua própria carreira. Seu álbum Em Sua Direção, lançado em 2018, recebeu uma indicação ao Grammy Latino na categoria Melhor Álbum de Samba/Pagode. A turnê do disco foi dirigida por Lázaro Ramos.
No primeiro semestre de 2019, Péricles gravou o projeto Pagode do Pericão, que reuniu grandes sucessos dos anos 1990 e 2000. Em julho, gravou o DVD Mensageiro do Amor na Arena Fonte Nova, em Salvador.
Em novembro de 2023, o cantor foi uma das atrações no Tusca, que ocorreu na cidade de São Carlos.
No dia 24 de dezembro de 2024, a TV Globo exibiu o especial de Natal de Péricles: Sinfonia de Natal, logo após a novela Mania de Você. O especial contou com a participação do maestro João Carlos Martins e da Orquestra Bachiana Filarmônica SESI-SP. O programa alcançou média de 10 pontos de audiência na grande São Paulo.
Em 11 de janeiro de 2025, o cantor tocou para 78 mil pessoas em Pico de Matinhos no segundo dia de shows do festival Verão Maior Paraná. Transmitido pela TV Bandeirantes, o show rendeu 0.7 de audiência na grande São Paulo. No mesmo ano, foi anunciado como o técnico do The Voice Brasil, em uma produção entre o SBT e a Disney.

## Ancestralidade
Em 2021, Péricles submeteu-se a exame de ancestralidade onde se confirmou que o artista possui ascendência de diferentes povos, sendo 92,3% de origem africana, sendo 5,7% de ancestralidade europeia e 2% de ameríndia. São eles: angolanos, beninenses, ugandenses, alemães, indígenas além de povos do Norte da África.

## Discografia

### Carreira solo
| Ano  | Título             | Mídia            | Gravadora    | Vendas    |
| ---- | ------------------ | ---------------- | ------------ | --------- |
| 2012 | Sensações          | CD, DVD, Blu-Ray | Som Livre    | + 112 000 |
| 2013 | Nos Arcos da Lapa  | CD e DVD         | Som Livre    | + 22 500  |
| 2015 | Feito Pra Durar    | CD               | FVA Music    | + 101 250 |
| 2017 | Deserto da Ilusão  | CD               | FVA Music    | + 350     |
| 2018 | Acústico           | EP               | Independente |           |
| 2018 | Em Sua Direção     | CD               | Independente | + 30 000  |
| 2019 | Pagode do Pericão  | CD               | Independente |           |
| 2019 | Mensageiro do Amor | CD e DVD         | Independente |           |

| Ano  | Título                                                           | Mídia    | Gravadora       |
| ---- | ---------------------------------------------------------------- | -------- | --------------- |
| 2009 | O Baile do Simonal                                               | CD e DVD | EMI             |
| 2012 | Turnê - 23º Prêmio da Música Brasileira - Homenagem a João Bosco | CD       | Universal Music |
| 2014 | Turnê 25º Prêmio de Música Brasileira – Homenagem ao samba       | CD e DVD | Universal Music |

### Com Exaltasamba
| Ano  | Título                        | Mídia                 | Gravadora                 |
| ---- | ----------------------------- | --------------------- | ------------------------- |
| 1992 | Eterno Amanhecer              | LP e CD               | Kaskata's Records         |
| 1994 | Encanto                       | LP e CD               | Kaskata's Records         |
| 1996 | Luz do Desejo                 | LP e CD               | EMI-Odeon                 |
| 1997 | Desliga e Vem                 | CD                    | EMI-Odeon                 |
| 1998 | Cartão Postal                 | CD                    | EMI-Odeon                 |
| 2000 | Mais uma Vez                  | CD                    | EMI-Music                 |
| 2001 | Bons Momentos                 | CD                    | EMI                       |
| 2002 | Exaltasamba Ao vivo           | CD                    | EMI                       |
| 2003 | Alegrando a Massa             | CD                    | EMI                       |
| 2005 | Esquema Novo                  | CD                    | EMI                       |
| 2006 | Todos os Sambas Ao vivo       | CD e DVD              | EMI                       |
| 2007 | Livre pra Voar                | CD                    | EMI                       |
| 2007 | Ao Vivo Pagode do Exalta      | CD e DVD              | EMI                       |
| 2009 | Ao Vivo na Ilha da Magia      | CD, DVD e Blu-Ray     | EMI                       |
| 2010 | Roda de Samba do Exalta       | CD                    | Som Livre                 |
| 2010 | Exaltasamba – 25 Anos Ao Vivo | LP, CD, DVD e Blu-Ray | Som Livre e Radar Records |
| 2011 | Tá Vendo Aquela Lua           | CD                    | Radar Records             |
| 2012 | Multishow Ao Vivo - Despedida | CD, DVD e Blu-Ray     | Radar Records             |

| Ano  | Título                                       | Melhor posição | Álbum              |
| Ano  | Título                                       | BRA            | Álbum              |
| ---- | -------------------------------------------- | -------------- | ------------------ |
| 2012 | "Amei"                                       | 14             | Sensações          |
| 2012 | "Linguagem dos Olhos"                        | 31             | Sensações          |
| 2012 | "Depois da Briga"                            | 33             | Sensações          |
| 2013 | "Cuidado Cupido" (Part. Luan Santana)        | 17             | Sensações          |
| 2013 | "Aquela Foto"                                | 64             | Sensações          |
| 2013 | "Se Eu Largar o Freio"                       | 39             | Nos Arcos da Lapa  |
| 2014 | "Final de Tarde"                             | 51             | Nos Arcos da Lapa  |
| 2014 | "Êta Amor" (Part. Xande de Pilares)          | 40             | Nos Arcos da Lapa  |
| 2015 | "Erro Meu"                                   | 33             | Feito Pra Durar    |
| 2015 | "Feito Pra Durar"                            | 40             | Feito Pra Durar    |
| 2015 | "Melhor Eu Ir"                               | 10             | Feito Pra Durar    |
| 2016 | "Dois Rivais" (Part. Hellen Caroline)        | 83             | Feito Pra Durar    |
| 2016 | "Lembranças de Nós Dois"                     | 67             | Feito Pra Durar    |
| 2017 | "Costumes Iguais"                            | 82             | Deserto da Ilusão  |
| 2017 | "Vai Por Mim" (Part. Marília Mendonça)       | 97             | Deserto da Ilusão  |
| 2018 | "Até Que Durou"                              | 35             | Em Sua Direção     |
| 2018 | "Logo de Manhã"                              | 40             | Em Sua Direção     |
| 2019 | "Hoje Tem"                                   | 36             | Em Sua Direção     |
| 2019 | "No Fundo dos Meus Olhos" (Part. Thiaguinho) | 35             | Pagode do Pericão  |
| 2019 | "Ninguém Ama"                                | 41             | Mensageiro do Amor |
| 2019 | "Casal Maluco" (Part. Jeniffer Nascimento)   | 33             | Mensageiro do Amor |
| 2020 | "Tô Achando Que é Amor"                      | 33             | TBA                |
| 2021 | "Eu Odeio Te Amar"                           | 43             | TBA                |
| 2022 | "Nosso Amor Quer Paz" (Part. Marvvila)       | 61             | TBA                |
| 2022 | "Graveto"                                    | 43             | TBA                |
| 2023 | "Ainda Me Iludo"                             | 45             | TBA                |

| Ano  | Título                                                        | Melhor posição | Álbum           |
| Ano  | Título                                                        | BRA            | Álbum           |
| ---- | ------------------------------------------------------------- | -------------- | --------------- |
| 2012 | "Minha Razão" (Part. Chitãozinho & Xororó)                    | 32             | Avenida Brasil  |
| 2012 | "Dança do Bole-Bole"                                          | 64             | Salve Jorge     |
| 2015 | "Quando o Morcego Doar Sangue"                                | —              | A Regra do Jogo |
| 2016 | "Tiro ao Álvaro"                                              | —              | Haja Coração    |
| 2023 | "Mesa Vermelha" (Part. Simone Mendes, Marina Sena, Mc Daniel) | —              |                 |

## Composições
- "Aquela Canção" (com Izaías)
- "Beco Sem Saída"
- "Bons Momentos" (com Izaías e Chrigor)
- "Eu Quero Te Amar" (com Izaías)
- "Eu Sou Pra Você"
- "Fase Ruim" (com Cláudio Bonfim e Thiaguinho)
- "Jeitinho Manhoso"
- "O Grande Amor" (com Izaías e Thiaguinho)
- "Pago pra Ver"
- "Presença de Paz" (com Izaías, piscina e Mally)
- "Quero Ter Você"
- "Teu Coração" (com Prateado e Luiz Cláudio Picolé)
- "Teu Olhar"
- "Todo Seu" (com Izaías e Chrigor)